# Scottish Aviation Bulldog
Scottish Aviation Bulldog tudi B.125 Bulldog je bilo dvosedežno enomotorno šolsko letalo, ki ga je zasnoval Beagle Aircraft. Prvi let je bil 19. maja 1969. Kasneje je letalo proizvajalo podjetje Scottish Aviation. 

## Specifikacije (Bulldog Series 120)
Podatki iz Taylor 1976, p. 192.
Splošne karakteristike
- Posadka: 2: študent in inštruktor
- Dolžina: 23 ft 3 in (7,08 m)
- Razpon kril: 33 ft 0 in (10,06 m)
- Višina: 7 ft 5¾ in (2,28 m)
- Površina kril: 129,4 ft² (12,02 m²)
- Aeroprofil: NACA 632615
- Vitkost: 8,4:1
- Teža praznega letala: 1475 lb (669 kg)
- Uporaben tovor: 920 lb (417 kg)
- Maks. vzletna teža: 2350 lb (1066 kg)
- Pogon letala: 1 ×  protibatni motor Lycoming IO-360-A1B6, 200 KM (149 kW)

 Zmogljivost 
- Neprekoračljiva hitrost: 210 vozlov (241 mph, 389 km/h)
- Maks. hitrost: 130 vozlov (150 mph, 241 km/h) na nivoju morja
- Hitrost porušitve vzgona: 54 vozlov (62 mph, 100 km/h)
- Doseg: 540 nmi (621 milj, 1000 km)
- Višina leta: 16000 ft (4875 m)
- Hitrost vzpenjanja: 1034 ft/min (5,25 m/s)